# 虛擬商品
虛擬商品（英語：virtual goods）是透過網際網路購買並使用在網際網路上的非物質對象或貨幣，例如電子書、虛擬貨幣、遊戲道具等。

## 各國法规

### 中華人民共和國
依據中華人民共和國民法典，虛擬商品可以做為財產納入遺產被列管繼承，或是債務執行品。

## 類型
虛擬貨幣
文字影音
包括電子書、透過購買而得以下載的音樂、電視劇集、電影等。
遊戲道具
又稱虛擬寶物，簡稱虛寶，為電子遊戲內的遊戲道具。隨著網路遊戲免費模式的發展，一部份的網路遊戲會以「免費」作為招攬手段，並在遊戲中提供必須以現實金錢購買的遊戲道具，來做為遊戲的收益來源。而一些遊戲道具也因其取得難度高，開始現實世界的玩家間以真實世界金錢進行買賣。